# Шта има ново, Скуби-Ду?
Шта је ново Скуби Ду? (енгл. What's New, Scooby-Doo?) је девети Скуби Ду цртани из Хана-Барбера продукције. Оживљавање оригиналног Скуби Ду, где си! након десет година паузе у нови Скуби тв емисија, која је Емитована 2002. године. Низ осмислили и направили Варнер Брос анимације студији анимације.
У Србији се емитује радним данима почев од 24. децембра. 2021. године у термину од 7 часова ујутру на телевизији Б92 са српским титловима. Емитују се по две епизоде с тим што је прва епизода идућег дана реприза друге епизоде од претходног дана. Прва епизода је емитована након репризе последње епизоде серијала ''Шеги и Скуби ду лудују! ''

## Ликови

### Главни ликови
- Фред Џонс: лидер групе
- Дафни Блејк: лепа девојка која се труди доказати да је такође и веома паметна
- Велма Динкли: "мозак" групе, често раније открије ко је зликовац
- Шеги Роџерс: најбољи му је пријатељ му је Скуби, он и Скуби су увек уплашени.[1][2]
- Скуби-Доо: кукавички пас који им помаже.

## Гласови
- Френк Уэлкер , као Фред Џонс, Скуби-Доо
- Кејси Кассем , као Схагги Роџерс
- Тхе минди пројецт Кохн , као вельми добра мисао. упс
- Сива delisle , као Дафне Блејка